# セサミワークショップ
セサミワークショップ（Sesame Workshop）は、『セサミストリート』をはじめとする子供向けの教育番組を制作するアメリカ合衆国の非営利団体。1968年にチルドレンズ・テレビジョン・ワークショップ（Children's Television Workshop）として設立され、「世界中の子供たちが、賢く、たくましく、優しく育つよう支援する」（Helping kids everywhere grow smarter, stronger, and kinder）ことをミッションとして掲げている。
同団体が制作している『セサミストリート』は、1969年にアメリカでテレビ放送が開始されて以来、世界150か国以上の国で視聴されている。また、同番組のコンテンツを利用した教育プログラムの開発・運用も行っている。

## 歴史

### 時代背景
1960年代後半のアメリカでは幼児教育の研究により、就学準備ができている子供ほどよい成績を修め、学習能力が高いことが明らかにされていた。一方、当時の低所得者層の子供は他の子供と比べ、十分な就学準備ができていない環境にあった。また、この頃に行われた調査によると、低所得者層かつマイノリティの家庭に生まれた子供は、中流階級の子供と比べて学校関連のスキルが実質的に低いことが示されており、学校全体で彼らへの教育が満足に行われてない状況が続いていた。
ニューヨークの地元テレビ局でドキュメンタリー番組のプロデューサーを務めていたジョーン・ガンツ・クーニーは、アメリカの至る所で子供たちがビールのCMソングを歌っていたことを通して、彼らがテレビから大きな影響を受けていることに気づき、テレビを使った教育方法のアイデアを思い付いた。1967年、クーニーは「The Potential Uses of Television in Preschool Education」（幼児教育におけるテレビの潜在的な有用性）と題した文書で、のちに『セサミストリート』として知られる教育番組の概要と制作会社の設立を提案した。

### 設立
クーニーはニューヨーク・カーネギー財団の副会長であったロイド・モリセットと共に制作会社「チルドレンズ・テレビジョン・ワークショップ」（以下CTW）を設立。クーニーはCTWにおいて番組の開発と制作スタッフおよび研究スタッフの雇用を、モリセットは資金調達の役割を担うこととなった。CTWはカーネギー財団より100万ドルの助成金の提供を受けた他、モリセットの人脈を通じてアメリカ連邦政府、アメリカ公共放送社、フォード財団より数百万ドルもの助成金を獲得した。さらに、教育省長官であったモリセットの友人ハロルド・ハウ（Harold Howe）は400万ドルの資金提供を約束した他、カーネギー財団より追加で100万ドルの寄付金を獲得した。こうした政府機関や民間の財団からの資金によりCTWは経済的な問題に直面することはなかったが、これらがのちの資金調達を困難なものにしたとされている。
1967年にモリセットはイェール大学時代の同級生であったハーバード大学教授のジェラルド・S・レッサーを迎え入れ、レッサーはCTWの初代研究主任であったエドワード・L・パーマーと共に、番組の企画・製作・評価・意見交換を番組プロデューサーと教育者との間で行うシステムを構築した。このシステムは「CTWモデル」と呼ばれ、クーニーはCTWモデルについて「教育アドバイザー、研究者、テレビ制作者が対等なパートナーとして協力する実験的な研究プロジェクト」と述べ、その仕組みを「見合い結婚」（arranged marriage）にたとえた。レッサーはまた、CTWの諮問委員会の初代委員長職に就き、1997年まで務めている。
CTWは初期予算の8％をアウトリーチ活動と宣伝にあて、教育者や放送業界と共に番組のプロモーションを進めた。彼らは番組のターゲットとなる視聴者を、都心に住む子供とその家族に絞っていた。1968年5月20日、ウォルドルフ＝アストリアホテルでの記者会見でCTWの設立が発表され、1969年11月10日に『セサミストリート』の第1回目の放送がスタートした。モリセットはCTWの評議会の初代会長に就任し、その後28年間務めた。

### 初期の活動
1971年にCTWは『セサミストリート』に次ぐ新たなテレビ番組として、『ジ・エレクトリック・カンパニー』を制作した。同番組は1977年に製作が中止されたものの、1985年まで再放送が続き、最終的にはアメリカの学校教室で最も広く見られたテレビ番組の一つとなった。1972年にはCTWの研究機関である子供向けテレビ研究センター（Center for Research in Children's Television）がハーバード大学に設立され、ハーバード大学は『セサミストリート』が幼児に与える影響に関するおよそ20もの主要な研究を立ち上げた。また、この頃CTWは大人向け番組の制作にも着手していた。上記の『ジ・エレクトリック・カンパニー』が放送された1971年には医療をテーマとした番組『Feelin' Good』(気分上々)を制作し、1974年まで放送された。1977年には20世紀の変わり目にあるニューヨークを舞台にしたドラマ『Best of Families』(家族の一番)を放送した。しかしこのドラマは6 - 7回で放送が打ち切られ、以降CTWは子供向け番組の制作に尽力することになる。
1970年代を通じて、CTWは幼児教育用の教材の開発に取り組んでおり、初期の取り組みには都心部、アパラチア、ネイティブアメリカンのコミュニティ、移民労働者のキャンプで放映するための移動式視聴設備を使用することも含まれていた。1980年代初頭にはテレビ、書籍、実践活動、およびその他メディアを組み合わせることにより幼児教育を支援することを目的とした「幼児教育プログラム」（Preschool Education Program）が作成された。同時にCTWは非英語話者の子供や大人への資料提供も行っていた。2006年からはこのプログラムの内容が拡大され、アメリカでの軍隊配置に伴う兵士の家族への影響をテーマにした一連のスペシャル番組とDVDが制作された他、収監者の家族や健康、安全に関する取り組みを行っている。
一方、番組制作においては『セサミストリート』以外の番組の多くが成功には至らなかった。また、ビデオゲーム、映画製作、テーマパーク、その他ベンチャービジネスへの投資は、組織に財政的な損失を与えた。この損失は1986年にライセンス収益が安定し、ポートフォリオ投資が増加するまで回復することはなかった。

### 後期の活動
1990年に会長兼CEOを務めていたクーニーが辞任した。後任として、長年にわたって彼女の右腕的存在であったデイヴィッド・ブリット（David Britt）が就任した。クーニーはその後、執行委員会の会長に就任した。CTWは1995年に組織再編が行われ、スタッフの12%を解雇した。1998年には『セサミストリート』およびその他の番組のための資金提供を初めて企業から受け入れた他、ケーブルチャンネルのノギン（en:Noggin）に2500万ドルを投資。同チャンネルは1999年にニコロデオンとの共同で放送が開始された。
2000年には現組織名であるセサミワークショップに改名。ゲイリー・ネルが社長兼CEOに就任した。2007年には「詳細なカリキュラムに基づいた」デジタル技術の使用と開発により子供の識字能力を向上させる方法の研究を行う独立非営利組織「ジョーン・ガンツ・クーニー・センター」（The Joan Ganz Cooney Center）を設立した。しかし、2008年から2009年までに起きた不況により、セサミワークショップはスタッフの20％を解雇せざるを得なくなった。
2011年にはネルの後任として、CFOおよびCOOを務めていたメルヴィン・ミングが就任した。2012年にライセンス収入、ロイヤリティ、財団および政府からの資金調達によりおよそ1億ドルの売上を計上したが、総収益は15%減少し、営業損失は2430万ドルにまで倍増した。2014年にはミングの後任としてニコロデオンの幹部であったジェフリー・D・ダンが就任。2015年には大手ケーブル放送局HBOと5年間にわたる『セサミストリート』のライセンス放送契約を締結した。
2018年6月には電子機器メーカーのAppleとの間でコンテンツ制作に関するパートナーシップを締結。『ゴーストライター』と『Helpsters 〜お助けモンスターズ〜』の2作品がアップルの動画配信サービスApple TV+にて配信されることとなった。同年9月27日には『セサミストリート』のコンテンツを小学校の教育・教科に取り入れる教育プログラム「セサミストリートカリキュラム」を世界初の事例として日本で開始することが発表された。2019年時点でのセサミワークショップの営業利益はおよそ160万ドルであり、助成金・ライセンス取引・ロイヤリティから得た資金の大部分がコンテンツ制作に還元され、総運営費は年間1億ドルを超えている。この運営費には従業員への給与、リンカーンセンターにある本社オフィスの賃貸料600万ドル、クイーンズの制作施設、YouTubeチャンネル等のためのコンテンツ制作費が含まれている。この年セサミワークショップは数人の熟練した人形操演者を含む400人を雇用しており、ロイヤリティとコンテンツ配給料が最大の収入源となった。この他寄付による収入は全体の31％にあたる4780万ドル、ゲーム・おもちゃ・衣料からのライセンス収入は450万ドルとなっている。

## 主なテレビ番組
- セサミストリート Sesame Street（1968年 - 現在）
  - セサミえいごワールド Sesame English（1999年 - 2000年）
- ジ・エレクトリック・カンパニー The Electric Company（1971年 - 2011年）
- ゴーストライター Ghostwriter（1992年 - 1996年、2019年 - ）
- タイニープラネット Tiny Planets（2001年 - 2002年）
- Helpsters 〜お助けモンスターズ〜 Helpsters（2019年 - ）
  - ヘルプスターズがお助け Helpsters Help You（2020年）

### 引用
1. ↑  Our MissionSesame Workshop
2. 1 2  米、PBSの『セサミストリート』、大手番組事業者HBOで放送へNHK放送文化研究所、2020年3月20日閲覧。
3. ↑  Palmer & Fisch in Fisch & Trugilo, p. 5
4. ↑  Lesser, Gerald S.; Joel Schneider (2001). “Creation and Evolution of the Sesame Street Curriculum”. In Shalom M. Fisch; Rosemarie T. Truglio. "G" is for Growing: Thirty Years of Research on Children and Sesame Street. Mahweh, New Jersey: Lawrence Erlbaum Publishers. p. 26. ISBN 0-8058-3395-1
5. ↑  “ジョーン・ガンツ・クーニー氏がIBC2018国際栄誉賞を受賞”.  Business Wire (2018年9月3日). 2020年3月20日閲覧。
6. ↑  Davis, pp. 66-67
7. ↑  Shirley Wershba (host) (27 April 1998). "Joan Ganz Cooney, Part 3" (video clip). Archive of American Television. 2019年11月18日閲覧。
8. ↑  Morrow, p. 71
9. ↑  SESAME STREETのこれ知ってる?｜Vol.7 セサミストリートの教育的効果東進こども英語塾、2020年3月20日閲覧。
10. ↑  Davis, p. 105
11. ↑  Davis, p. 8
12. ↑  Mitgang, pp. 16-17
13. ↑  Lesser, p. 17
14. ↑  Palmer & Fisch in Fisch & Trugilo, p. 8
15. ↑  Morrow, p. 68
16. ↑  Borgenicht, David (1998). Sesame Street Unpaved. New York: Hyperion Publishing. p. 9. ISBN 0-7868-6460-5
17. ↑  Cooney, Joan Ganz (1974). "Foreword", in Lesser, p. xvi
18. ↑  Cooney, Joan Ganz (2001). "Foreword". In Fisch & Trugilo, p. xi
19. ↑  “Remembering Professor, Emeritus, Gerald Lesser”. Harvard Graduate School of Education. (2010年9月24日) 2019年11月20日閲覧。
20. ↑  Lesser, p. 169
21. ↑  Davis, p. 127
22. ↑  Davis, p. 192
23. ↑  Migtang, p. 39
24. ↑  Shirley Wershba (host) (27 April 1998). "Joan Ganz Cooney, Part 6" (video clip). Archive of American Television. 2019年11月20日閲覧。
25. 1 2 3  O'Dell, p. 75
26. ↑  Mitgang, p. 45
27. ↑  Shirley Wershba (host) (27 April 1998). "Joan Ganz Cooney, Part 5" (video clip). Archive of American Television. 2019年11月20日閲覧。
28. ↑  Yotive and Fisch, pp. 181–182
29. ↑  Gikow, pp. 282–283
30. ↑  Yotive and Fisch, pp. 182–183
31. ↑  Gikow, pp. 280–281
32. ↑  Gikow, pp. 286–293
33. ↑  Shirley Wershba (host) (27 April 1998). "Joan Ganz Cooney, Part 7" (video clip). Archive of American Television. 2019年11月20日閲覧。
34. ↑  Davis, p. 260
35. ↑  Shirley Wershba (host) (27 April 1998). "Joan Ganz Cooney, Part 9" (video clip). Archive of American Television. 2019年11月20日閲覧。
36. ↑  O'Dell, p. 76
37. ↑  Brooke, Jill (1998年11月13日). “'Sesame Street' takes a bow to 30 animated years”. CNN.com 2019年11月21日閲覧。
38. ↑  Kirchdoerffer, Ed (1998年6月1日). “CTW and Nick put heads together to create Noggin”. Kidscreen.com 2019年11月21日閲覧。
39. ↑  “CTW Changes Name to Sesame Workshop”. Muppet Central News. Reuters. (2000年6月5日) 2019年11月21日閲覧。
40. ↑  Davis, p. 345
41. ↑  Jensen, Elizabeth (2007年12月6日). “Institute Named for 'Sesame' Creator”. The New York Times 2019年11月21日閲覧。
42. ↑  Guernsey, Lisa (2009年5月22日). “How Sesame Street Changed the World”. Newsweek 2019年11月22日閲覧。
43. ↑  Westin, Sherrie (3 October 2011). "Sesame Workshop Appoints H. Melvin Ming as President and CEO" (Press release). New York: Sesame Workshop. 2019年11月22日閲覧。
44. ↑  Isidore, Chris (2013年6月26日). “Layoffs hit Sesame Street”. CNN Money. 2019年11月22日閲覧。
45. ↑  Jensen, Elizabeth (2014年9月8日). “Jeffrey D. Dunn Named Chief of Sesame Workshop”. The New York Times 2019年11月22日閲覧。
46. ↑  “リタイア後の生活を返上? セサミストリートを黒字転換させたCEO”.  フォーブス日本語版 (2018年6月22日). 2020年3月20日閲覧。
47. ↑  “Sesame Workshop will produce children’s shows for Apple”.  TechCrunch (2018年6月21日). 2020年3月20日閲覧。
48. ↑  “Apple TV+の「セサミストリート」っぽい番組は子供たちにコーディングを教育する”.   TechCrunch日本語版 (2019年3月26日). 2020年3月20日閲覧。
49. ↑  “‘Ghostwriter’: Reboot Of 1990s Kids Series Set At Apple TV+”.  Deadline.com (2019年9月10日). 2020年3月20日閲覧。
50. ↑  “‘Helpsters’ on Apple TV+: Everything to Know about Sesame Workshop’s STEM Friendly Show”.  Decider (2019年9月11日). 2020年3月20日閲覧。
51. ↑  “Apple TV+、11月2日より日本でスタート! 8タイトルを紹介”.   シネマトゥデイ (2019年10月30日). 2020年3月20日閲覧。
52. ↑  “世界初『セサミストリートカリキュラム』が日本国で誕生―学校教育にセサミストリートを導入”.   サピエンストゥデイ (2018年9月29日). 2020年3月20日閲覧。
53. ↑  “埼玉県戸田市、小学校向け「セサミストリートカリキュラム」発表”.   リセマム (2018年9月27日). 2020年3月20日閲覧。
54. ↑  Guthrie, Marisa (2019年2月6日). “Where 'Sesame Street' Gets Its Funding — and How It Nearly Went Broke”. The Hollywood Reporter 2019年4月20日閲覧。

### 書籍
- Davis, Michael (2008). Street Gang: The Complete History of Sesame Street. New York: Viking Penguin. ISBN 978-0-670-01996-0
- Fisch, Shalom M. and Rosemarie T. Truglio, eds. (2001). "G" Is for Growing: Thirty Years of Research on Children and Sesame Street. Mahweh, New Jersey: Lawrence Erlbaum Publishers. ISBN 0-8058-3395-1
  - Palmer, Edward and Shalom M. Fisch, "The Beginnings of Sesame Street Research", pp. 3–24
  - Yotive, William and Shalom M. Fisch, "The Role of Sesame Street-Based Materials in Child-Care Settings", pp. 181–196
- Gikow, Louise A. (2009). Sesame Street: A Celebration—Forty Years of Life on the Street. New York: Black Dog & Leventhal Publishers. ISBN 978-1-57912-638-4.
- Lesser, Gerald S. (1974). Children and Television: Lessons From Sesame Street. New York: Vintage Books. ISBN 0-394-71448-2
- Mitgang, Lee D. (2000). Big Bird and Beyond: The New Media and the Markle Foundation. New York: Fordham University Press. ISBN 978-0-8232-2041-0
- Morrow, Robert W. (2006). Sesame Street and the Reform of Children's Television. Baltimore, Maryland: Johns Hopkins University Press. ISBN 0-8018-8230-3
- O'Dell, Cary (1997). Women Pioneers in Television: Biographies of Fifteen Industry Leaders. Jefferson, North Carolina: McFarland & Company. ISBN 0-7864-0167-2.